# 远藤周作
远藤周作（日语：遠藤 周作，1923年3月27日—1996年9月29日），日本著名小说家、文学评论家和剧作家，以其独特的日本天主教徒创作视角闻名（日本人口中的基督徒比例小于1%）。与吉行淳之介、安岡章太郎、庄野润三、阿川弘之、曾野绫子和三浦朱门同为二战后的日本“第三代”作家。

## 生平
远藤1923年生于东京巢鴉，其父為遠藤常久，其母為遠藤郁子，其兄為遠藤正介。於三歲時父母举家迁往关东州住在大連。1932年，時年九歲的遠藤周作目睹父母失和，對遠藤周作之後的作品有深遠的影響，在父母失和期間，連帶影響上學心情因而份外鬱悶，當時養了一條雜種狗，自然成了他當時最好的朋友，跟他上下學。狗也多次出現在他往後的作品。1933年父母离异后，远藤随同母亲回到了日本，寄居在在神户的姨母家。姨母是虔誠的天主教徒，失帶他上夙川教會，跟別的小朋友一起聽天主教(公教)的要理。翌年在他11岁時，接受了洗礼，取教名保祿（Paul）。但是，這並不是他自願，當時回應神父的問答「你相信神嗎？」，「是的，我相信！」時並不知道這句話中做了多麼大的決定。
十五歲時，從六甲小學畢業，入私立灘中學。從剛入學那年，能力分班在前段的A班，畢業時卻是最未的D班，同班同學中，俳句詩人楠木憲吉。據楠木憲吉的回憶：「有一次幾何考題：請證明三角形兩邊和大於第三邊，及三角形的內角和為一百八十度。當時的遠藤君的答案竟然是：『不錯，是這樣子，我也認為是這樣子。』，中學時代的遠藤君經常逃學蹺課，調皮搗蛋，糗事一籮筐。」
远藤于1950年1953年留学法国，在里昂大学专攻法国文学。留法期間除學習小說技巧之外，重要的收獲是能以「相對」的觀點探討日本的宗教。
1996年(平成八年)時年73歲，四月住進慶應大學醫院治療腎臟疾病。九月二十九日下午六時三十分，因肺帶辭世。十月二日在東京都佐麴町的教堂St. Ignatius Catholic Church，舉行葬禮彌撒。靈柩中依其遺志有《沉默》、《深河》兩部作品。遺骨葬在位於府中天主教墓園的達藤家之墓，埋在母親與兄長之間。

他的许多作品是他早年经历的反映，主题涉及作为局外人身份的屈辱、作為父母離異孩子、在病房的住院经歷，以及自己因肺结核疾病的掙扎。他的创作关注人性和道德，其作品总是在某种程度上体现着他的天主教信仰。他笔下的大部分角色是在道德困境中抗争的人物，而其选择往往造成令人困惑的、悲剧性的后果。正因如此，他的作品常常被拿来同英国作家格雷厄姆·格林作比较，而格雷厄姆·格林自己则把远藤称作“20世纪最优秀的作家之一”。

## 文学生涯
远藤周作的文学活动可以分为评论家和小说家两个时期。前者从1947年到1954年，后者是从1954年至今。最初运藤周作是作为批评家出现在文坛上的。他在1947年发表的论文《诸神与神》巳表明他的思想开始转向探求关于一神论和泛神论这一永恒的问题。1953年回国后他参加了“构想之会”和《现代评论》杂志社，作为评论家活跃在文坛上。在远藤周作加入“构想之会”期间，安冈章太郎、言行淳之介、小岛信夫、庄野润三相继获得芥川文学奖，在这种刺激下，他试创作了短篇小说《到阿登去》，发表在《三田文学》杂志1954年10月号上。在此同时他又开始创作中篇小说，以在法国留学时的笔记为底本写成了中篇小说《白人》，发表在《近代文学》杂志上，并获1955年上半年度芥川文学奖。围绕着《白人》这篇小说究竟应不应该获奖，曾引起一场争论。石川达三、佐藤春夫表示支持，拢井孝作认为这篇小说是学究式的形式主义作品，像一篇翻译作品。1956年他在《文学界》杂志第一至六期上发表了小说《又青又小的葡萄》。1957年发表了以战争时期发生在九州大学的解剖活人事件为素材的中篇小说《海和毒药》。这部小说描写了理想世界和对一切事物持冷漠态度二者的对立。贯穿这些作品最根本的主题是存在于远藤周作自身的信仰问题。这种创作基调在远藤周作从评论到小说创作的转交中被继承下来了。
1958年9月远藤周作同作家伊藤整、野间宏、加藤周一赴苏联参加塔什干召开的亚非作家会议。同年12月他的小说《海与毒药》获第十二次每日出版文化奖和第五次新潮社文学奖。1959年发表了小说《火山》和《傻瓜先生》。11月携夫人重游法国。经由英国、西班牙、意大利和希腊，第二年一月回国。归国后肺结核复发，卧病两年半。1965年出版了病后创作的短篇小说集《哀歌》。1966年由新潮社出版了中篇小说《沉默》，并创作了《沉默》的妹妹篇、剧本《黄金国》。同年10月以《沉默》获谷崎润一郎文学奖。其后还发表了《狐狸寇闲话》、《女人的决斗》、《我的影子》、《石头的声音》、《天主教的故乡》等。1971年11月，由远藤周作改编的电影《沉默》上映。

## 主要作品
- 白色的人（白い人，1955）
- 黄色的人（黄色い人，1955）
- 海与毒药（海と毒薬，1958）
- 火山（火山，1960）
- 我抛弃的女孩（わたしが・棄てた・女，1964）
- 留学（留学，1965）
- 沉默 (小说)（沈黙，1966）
- 蔷薇之馆（薔薇の館，1969）
- 黄金之国（黄金の国，1969）
- 死海之上（死海のほとり，1973）
- 最后的殉教者（最後の殉教者，1974）
- 悲歌（悲しみの歌，1977）
- 玛丽・安托瓦内特王后（王妃マリーアントワネット，1979）
- 武士（侍，1980）
- 丑闻（スキャンダル，1986）
- 国王的挽歌（王の挽歌，1992）
- 深河（深い河，1993）

## 奖项
- 1955年 芥川龙之介奖（《白色的人》）
- 1966年 谷崎润一郎奖（《沉默》）

## 相关人物
- George Nelan - 远藤周作小说中的虚构人物，神父
- 广石廉二 - 远藤周作研究学者
- 阿川弘之
- 北杜夫
- 三浦朱门
- 吉行淳之介
- 加贺乙彦
- 筱田正浩
- 三浦美纪
- 濑户内寂听
- 堀辰雄
- 原民喜
- 佐藤爱子
- 柴田錬三郎
- 梅崎春生
- 山口时子
- 林水福 - 翻譯家，遠藤周作在台灣的翻譯作品均由林水福教授翻譯。

## 纪念馆
- 远藤周作文学馆，长崎外海町